# Cupa României 1959-1960
La Cupa României 1959-1960 è stata la 22ª edizione della coppa nazionale disputata tra il 29 novembre 1959 e il 3 luglio 1960 e conclusa con la vittoria del Progresul București, al suo primo titolo dopo aver battuto in finale la Dinamo Obor che all'inizio della stagione si chiamava AS Pompierul București ed ottenne poi la possibilità a partecipare alla Coppa delle Coppe 1961-1962 per il tardivo dipanarsi della coppa nazionale successiva.

## Sedicesimi di finale
Gli incontri si sono disputati il 29 novembre 1959.
| Squadra 1                 | Risultato | Squadra 2          |
| ------------------------- | --------- | ------------------ |
| Știința Timișoara         | 3 - 1     | Jiul Petroșani     |
| Petrolul Ploiești         | 2 - 0     | CFR Pașcani        |
| AS Pompierul București    | 3 - 2     | Voința Tîrgu Mureș |
| Dinamo Galați             | 1 - 3     | Rapid Bucarest     |
| Prahova Ploiești          | 2 - 0     | Farul Constanța    |
| Metalul Titanii București | 8 - 1     | Dinamo Tecuci      |
| ASA Sibiu                 | 2 - 1     | UTA Arad           |
| Dinamo Bacău              | 4 - 1     | Rulmentul Bârlad   |
| Știința Cluj              | 3 - 1     | CFR Arad           |
| Progresul București       | 4 - 0     | CS Craiova         |
| Dinamo Bucarest           | 4 - 3     | Metalul Târgoviște |
| Minerul Lupeni            | 2 - 1     | CFR Cluj           |
| CCA București             | 5 - 0     | Poiana Câmpina     |
| Steagul Roșu Brașov       | 2 - 1     | Rapid Bucarest     |
| Parângul Lonea            | 1 - 0     | Olimpia Reșița     |
| Stăruința Sighet          | 2 - 0     | CSM Rădăuți        |

## Ottavi di finale
Gli incontri si sono disputati il 6 dicembre 1959.
| Squadra 1              | Risultato | Squadra 2                 |
| ---------------------- | --------- | ------------------------- |
| Știința Cluj           | 4 - 1     | ASA Sibiu                 |
| Știința Timișoara      | 5 - 1     | Petrolul Ploiești         |
| Dinamo Bacău           | 3 - 0     | Stăruința Sighet          |
| CCA București          | 8 - 0     | Metalul Titanii București |
| AS Pompierul București | 1 - 0     | Rapid Bucarest            |
| Minerul Lupeni         | 3 - 2     | Parângul Lonea            |
| Progresul București    | 4 - 0     | Steagul Roșu Brașov       |
| Dinamo București       | 3 - 1     | Prahova Ploiești          |

## Quarti di finale
Gli incontri si sono disputati tra il 15 e il 22 giugno 1960.
| Squadra 1             | Risultato | Squadra 2       |
| --------------------- | --------- | --------------- |
| Dinamo Obor București | 3 - 1     | Minerul Lupeni  |
| Dinamo Bacău          | 3 - 2     | Știința Cluj    |
| Știința Timișoara     | 1 - 0     | Dinamo Bucarest |
| Progresul București   | 3 - 1     | CCA București   |

## Semifinali
Gli incontri si sono disputati il 29 giugno 1960.
| Squadra 1             | Risultato | Squadra 2         |
| --------------------- | --------- | ----------------- |
| Progresul București   | 2 - 0 dts | Dinamo Bacău      |
| Dinamo Obor București | 4 - 2 dts | Știința Timișoara |

## Finale
La finale venne disputata il 3 luglio 1960 a Bucarest.
| Arbitro: | Andrei Rădulescu (Bucarest) |

|                                     |           |  |
| Nicolae Oaidă 10’ Valeriu Soare 34’ | Marcatori |  |